# Lijst van gemeentelijke monumenten in Utrecht-Zuidwest
De wijk Zuidwest in Utrecht kent totaal 89 gemeentelijke monumenten beschreven in 40 regels (monumentnummers) verdeeld over vier verschillende buurten. Zie hieronder een overzicht.

## Dichterswijk
De buurt Dichterswijk kent de volgende 21 gemeentelijke monumenten:
| Object | Bouwjaar                                      | Architect                     | Locatie               | Coördinaten                 | Nr.       | Afbeelding    |
| --- | --------------------------------------------- | ----------------------------- | --------------------- | --------------------------- | --------- | ------------- |
| Woonhuis in badplaatsenstijl met Oud Hollandse elementen; onderdeel van de rij 184 t/m 218 (even nummers) | 1913                                          | F.L.J. Lomijsen               | Croeselaan 184/184bis | 52° 4' 49" NB, 5° 6' 49" OL | 0344/1403 | Upload foto   |
| Woonhuis in badplaatsenstijl met Oud Hollandse elementen; onderdeel van de rij 184 t/m 218 (even nummers) | 1913                                          | F.L.J. Lomijsen               | Croeselaan 186        | 52° 4' 49" NB, 5° 6' 49" OL | 0344/1404 | Upload foto   |
| Woonhuis in badplaatsenstijl met Oud Hollandse elementen; onderdeel van de rij 184 t/m 218 (even nummers) | 1913                                          | F.L.J. Lomijsen               | Croeselaan 188        | 52° 4' 49" NB, 5° 6' 49" OL | 0344/1405 | Upload foto   |
| Woonhuis in badplaatsenstijl met Oud Hollandse elementen; onderdeel van de rij 184 t/m 218 (even nummers) | 1913                                          | F.L.J. Lomijsen               | Croeselaan 190        | 52° 4' 49" NB, 5° 6' 49" OL | 0344/1406 | Upload foto   |
| Woonhuis in badplaatsenstijl met Oud Hollandse elementen; onderdeel van de rij 184 t/m 218 (even nummers) | 1913                                          | F.L.J. Lomijsen               | Croeselaan 192        | 52° 4' 48" NB, 5° 6' 49" OL | 0344/1407 | Upload foto   |
| Woonhuis in badplaatsenstijl met Oud Hollandse elementen; onderdeel van de rij 184 t/m 218 (even nummers) | 1913                                          | F.L.J. Lomijsen               | Croeselaan 194        | 52° 4' 48" NB, 5° 6' 49" OL | 0344/1408 | Upload foto   |
| Woonhuis in badplaatsenstijl met Oud Hollandse elementen; onderdeel van de rij 184 t/m 218 (even nummers) | 1913                                          | F.L.J. Lomijsen               | Croeselaan 196        | 52° 4' 48" NB, 5° 6' 49" OL | 0344/1409 | Upload foto   |
| Woonhuis in badplaatsenstijl met Oud Hollandse elementen; onderdeel van de rij 184 t/m 218 (even nummers) | 1913                                          | F.L.J. Lomijsen               | Croeselaan 198        | 52° 4' 48" NB, 5° 6' 49" OL | 0344/1410 | Upload foto   |
| Woonhuis in badplaatsenstijl met Oud Hollandse elementen; onderdeel van de rij 184 t/m 218 (even nummers) | 1913                                          | F.L.J. Lomijsen               | Croeselaan 200        | 52° 4' 48" NB, 5° 6' 50" OL | 0344/1411 | Upload foto   |
| Woonhuis in badplaatsenstijl met Oud Hollandse elementen; onderdeel van de rij 184 t/m 218 (even nummers) | 1913                                          | F.L.J. Lomijsen               | Croeselaan 202        | 52° 4' 48" NB, 5° 6' 50" OL | 0344/1412 | Upload foto   |
| Woonhuis in badplaatsenstijl met Oud Hollandse elementen; onderdeel van de rij 184 t/m 218 (even nummers) | 1913                                          | F.L.J. Lomijsen               | Croeselaan 204        | 52° 4' 48" NB, 5° 6' 50" OL | 0344/1413 | Upload foto v |
| Woonhuis in badplaatsenstijl met Oud Hollandse elementen; onderdeel van de rij 184 t/m 218 (even nummers) | 1913                                          | F.L.J. Lomijsen               | Croeselaan 206        | 52° 4' 47" NB, 5° 6' 50" OL | 0344/1414 | Upload foto   |
| Woonhuis in badplaatsenstijl met Oud Hollandse elementen; onderdeel van de rij 184 t/m 218 (even nummers) | 1913                                          | F.L.J. Lomijsen               | Croeselaan 208        | 52° 4' 47" NB, 5° 6' 50" OL | 0344/1415 | Upload foto   |
| Woonhuis in badplaatsenstijl met Oud Hollandse elementen; onderdeel van de rij 184 t/m 218 (even nummers) | 1913                                          | F.L.J. Lomijsen               | Croeselaan 210        | 52° 4' 47" NB, 5° 6' 50" OL | 0344/1416 | Upload foto   |
| Woonhuis in badplaatsenstijl met Oud Hollandse elementen; onderdeel van de rij 184 t/m 218 (even nummers) | 1913                                          | F.L.J. Lomijsen               | Croeselaan 212        | 52° 4' 47" NB, 5° 6' 50" OL | 0344/1417 | Upload foto   |
| Woonhuis in badplaatsenstijl met Oud Hollandse elementen; onderdeel van de rij 184 t/m 218 (even nummers) | 1913                                          | F.L.J. Lomijsen               | Croeselaan 214        | 52° 4' 47" NB, 5° 6' 50" OL | 0344/1418 | Upload foto   |
| Woonhuis in badplaatsenstijl met Oud Hollandse elementen; onderdeel van de rij 184 t/m 218 (even nummers) | 1913                                          | F.L.J. Lomijsen               | Croeselaan 216        | 52° 4' 47" NB, 5° 6' 51" OL | 0344/1419 | Upload foto   |
| Woonhuis in badplaatsenstijl met Oud Hollandse elementen; onderdeel van de rij 184 t/m 218 (even nummers) | 1913                                          | F.L.J. Lomijsen               | Croeselaan 218        | 52° 4' 47" NB, 5° 6' 51" OL | 0344/1420 | Upload foto   |
| Voormalig voorgebouw (kantoorgebouw) van de Groenten- en Vruchtenveiling                                  | 1927-1928                                     | Dienst Gemeentewerken Utrecht | Heycopplein 3-5       | 52° 4' 46" NB, 5° 6' 44" OL | 0344/1421 | Upload foto   |
| Spoorbrug; hefbrug                                                                                        | 1927                                          | F. Smulders                   | Kruisvaart; Spoorbrug | 52° 4' 58" NB, 5° 6' 47" OL | 0344/1422 | Upload foto   |
| Hovenierswoning; voormalig tuindersgbied aan het 1e Kleine Lijnpad (nu Van Zijstweg)                      | Derde kwart van de 19e eeuw; verbouwd in 1927 | J. Wentinck                   | Van Zijstweg 51       | 52° 4' 57" NB, 5° 6' 22" OL | 0344/1725 | Upload foto   |

## Kanaleneiland
De subwijk Kanaleneiland kent de volgende 3 gemeentelijke monumenten:
| Object                                                                                         | Bouwjaar | Architect                                    | Locatie                    | Coördinaten                 | Nr.       | Afbeelding  |
| ---------------------------------------------------------------------------------------------- | -------- | -------------------------------------------- | -------------------------- | --------------------------- | --------- | ----------- |
| Kerkgebouw                                                                                     | 1967     | A. Ridder                                    | Aziëlaan 155               | 52° 3' 56" NB, 5° 6' 15" OL | 0344/1437 | Upload foto |
| Kerkgebouw; in gebruik als moskee; oorspronkelijk gebouwd als Openbare Leeszaal en Bibliotheek | 1965     | J.B. van Grunsven (leerling van G. Rietveld) | Bernadottelaan 3           | 52° 4' 33" NB, 5° 5' 40" OL | 0344/1439 | Upload foto |
| Kerkgebouw met bijgebouw; Triumfatorkerk                                                       | 1965     | L. de Jonge                                  | Marco Pololaan 183 t/m 191 | 52° 4' 2" NB, 5° 5' 54" OL  | 0344/1439 | Upload foto |

## Merwedekanaalzone
Het bedrijventerrein Merwedekanaalzone, gelegen tussen de Transwijk en het Merwedekanaal kent de volgende 2 gemeentelijke monumenten:
| Object | Bouwjaar | Architect | Locatie                                             | Coördinaten                 | Nr.       | Afbeelding  |
| --- | -------- | --------- | --------------------------------------------------- | --------------------------- | --------- | ----------- |
| Elektriciteitscentrale met drie schoorstenen; Provinciaal en Gemeentelijk Utrechtsch Stroomleveringsbedrijf (PEGUS)    | 1963     | PEGUS     | Kanaalweg 60A                                       | 52° 4' 44" NB, 5° 6' 27" OL | 0344/1543 | Upload foto |
| Oorlogsmonument Jongerius; voor in de tweede wereldoorlog in het verzet omgekomen personeel van de firma Jan Jongerius |          |           | Kanaalweg 64; in tuin tussen villa en kantoorgebouw | 52° 4' 52" NB, 5° 6' 18" OL | 0344/1531 | Upload foto |

## Rivierenwijk
De Rivierenwijk kent de volgende 62 gemeentelijke monumenten beschreven in 13 regels (monumentnummers):
| Object | Bouwjaar     | Architect                      | Locatie                                     | Coördinaten                 | Nr.       | Afbeelding  |
| --- | ------------ | ------------------------------ | ------------------------------------------- | --------------------------- | --------- | ----------- |
| School, gebouwd als St. Gerardus Majellaschool                                                                                               | 1923         | W.A. Maas en L.J.H. Zonneveldt | Amaliadwarsstraat 2/2bis                    | 52° 4' 35" NB, 5° 7' 2" OL  | 0344/1425 | Upload foto |
| Sint Gertrudiskerk met aangebouwde pastorie                                                                                                  | 1924         | W. te Riele                    | Amaliadwarsstraat 2a t/m 8                  | 52° 4' 33" NB, 5° 7' 4" OL  | 0344/1424 | Upload foto |
| Tien woonhuizen in traditionalistische stijl                                                                                                 | 1920         |                                | Croesestraat 21 t/m 39                      | 52° 4' 36" NB, 5° 7' 9" OL  | 0344/1426 | Upload foto |
| Tien woonhuizen in traditionalistische stijl                                                                                                 | 1920         |                                | Croesestraat 32 t/m 50                      | 52° 4' 36" NB, 5° 7' 9" OL  | 0344/1426 | Upload foto |
| Rij van 22 woonhuizen van de Utrechtse Woning Maatschappij                                                                                   | 1912         |                                | Croesestraat 90 t/m 132                     | 52° 4' 39" NB, 5° 6' 59" OL | 0344/1428 | Upload foto |
| Kantoorgebouw in de stijl van de Amsterdamse School                                                                                          | 1928         | A. Kool                        | Jutfaseweg 1                                | 52° 4' 41" NB, 5° 7' 16" OL | 0344/1430 | Upload foto |
| Reeks van tien woningen in een stijl geïnspireerd op H.P. Berlage                                                                            | 1908-1911    | F. Lutters en Th. Lutters      | Jutfaseweg 47 t/m 66                        | 52° 4' 31" NB, 5° 7' 12" OL | 0344/1431 | Upload foto |
| Woonhuis in eclectische stijl | 1880 (circa) |                                | Jutfaseweg 78/79                            | 52° 4' 28" NB, 5° 7' 10" OL | 0344/1432 | Upload foto |
| Schoolwoning; voormalige woning van het hoofd der school van de school aan de Lingestraat 2A                                                 | 1908         |                                | Jutfaseweg 137                              | 52° 4' 18" NB, 5° 7' 4" OL  | 0344/1433 | Upload foto |
| Voormalige tegelfabriek van de gebroeders Van Ravestein                                                                                      | 1904         |                                | Jutfaseweg 178 t/m 178P en 181              | 52° 4' 5" NB, 5° 6' 56" OL  | 0344/1434 | Upload foto |
| Twee toegangspoortjes met Jugendstil-elementen; van de voormalige Nederduitsch Hervormde bewaarschool en Ned. Hervormde Gemeenteschool no. 4 | 1981/1982    |                                | Lingestraat 2A                              | 52° 4' 18" NB, 5° 7' 3" OL  | 0344/1435 | Upload foto |
| School, gebouwd als Openbare lagere school                                                                                                   | 1925         |                                | Noordzeestraat 20                           | 52° 4' 34" NB, 5° 6' 55" OL | 0344/1436 | Upload foto |
| Schoolgebouw; voormalige HTS | 1910         |                                | Vondellaan 4 t/m 70 (voorheen Vondellaan 2) | 52° 4' 42" NB, 5° 7' 14" OL | 0344/1423 | Upload foto |

### Verdwenen/verplaatst
Het volgende monument bestaat niet meer op de plek die in het gemeentelijke monumentenlijst en -kaart wordt genoemd. Het is onduidelijk of de Jeremiebrug ná verwijdering (in 2011) en daarna verplaatsing naar de wijk Vleuten-De Meern nog steeds de status van gemeentelijk monument heeft. Op de gemeentelijke monumentenlijst en -kaart staat deze brug nog steeds als gemeentelijk monument vermeld, op de oude locatie bij de Vondellaan waar hij tot 2011 stond.
| Object                                                                | Bouwjaar | Architect                 | Locatie | Coördinaten                 | Nr.       | Afbeelding  |
| --------------------------------------------------------------------- | -------- | ------------------------- | --- | --------------------------- | --------- | ----------- |
| Ophaalbrug met landhoofden, afsluithekken en balustraden; Jeremiebrug | 1912     | Grofsmederij P.H. Hormann | Vondellaan (ongenummerd) / Westerkade; over de Kruisvaart; in 2011 verwijderd en verplaatst naar de Alendorperweg, ter overspanning van de Alendorperwetering in het Máximapark (wijk Vleuten-De Meern) | 52° 4' 42" NB, 5° 7' 19" OL | 0344/1429 | Upload foto |

## Door verschillende wijken
Over het Amsterdam-Rijnkanaal; de grens tussen bedrijventerrein Papendorp (wijk Leidsche Rijn) en Kanaleneiland (wijk Utrecht-Zuidwest); bevindt zich de Prins Clausbrug:
| Object          | Bouwjaar | Architect                | Locatie                                                      | Coördinaten                 | Nr.       | Afbeelding  |
| --------------- | -------- | ------------------------ | ------------------------------------------------------------ | --------------------------- | --------- | ----------- |
| Prins Clausbrug | 2003     | UNStudio, Ben van Berkel | Churchillaan, Bevrijdingslaan; over het Amsterdam-Rijnkanaal | 52° 4' 15" NB, 5° 5' 17" OL | 0344/1765 | Upload foto |